# Bytonia (przystanek kolejowy)
Bytonia – przystanek kolejowy w Bytonii w powiecie starogardzkim, położony w północnej części wsi.

## Ruch pasażerski
| Rok  | Wymiana pasażerska na dobę |
| ---- | -------------------------- |
| 2017 | 20-49                      |
| 2022 | 20-49                      |

Kolej dotarła do Bytonii w 1873 roku, jednakże przystanek kolejowy w miejscowości otwarto dopiero 19 lipca 1986. W SRJP przystanek pojawił się jednak dopiero w edycji 1987/88, w błędnej formie Bytowicz i Bytanicz. Dopiero rok później SRJP pojawiła się właściwa nazwa Bytonia.
Przez Bytonię przebiega niezelektryfikowana linia kolejowa nr 203 łącząca Tczew z Kietz w Niemczech. Kursują tędy głównie pociągi relacji Tczew-Chojnice. Linia ta w okolicy Kalisk jest dwutorowa.
Przystanek nie posiada budynku dworcowego. Peron są niezadaszone, nawierzchnie pokryte są płytami chodnikowymi.